# Михољска превлака
Михољска превлака, Острво Свети Михаило, или у скорије време Острво цвијећа, је прво од три острва у јединственом низу острва у Тиватском заливу Боке которске, познатијих као Кртољски архипелаг. На њему је српски православни манастир архангела Михаила, могуће сједиште зетског владичанства. Ово острво се после пет метара широког и плитког мореуза надовезује на полуострво Брда. Стотинак метара даље је шкољ Страдиоти или острво Светог Марка, а још толико је удаљено Богородичино острво, Оток или Госпа од Милости.

## Историја
На овај део залива простирала се метохија манастира Светог архангела Михаила. Ове области подно Ловћена, окупљене око манастира, прастаро су српско упориште. Источна страна Боке которске (од рта Оштра до Пераста) била је део Травуније, односно Херцеговине, а град Котор са Боком которском и Грбљем, у средњем веку познат као „краљевски град”, био је посебна област са дворцима српских владара. Михољска превлака је именована по манастиру Светог архангела Михаила, данас у рушевинама, који је Свети Сава Немањић 1219. установио као седиште Зетске епископије. Дуго времена језгро Михољског збора је била Михољска превлака. По Доментијану, на којег се позива Иван Јастребов, владичанство Зете, Свети Сава је основао при цркви Архангела Михаила близу Дрима. Зетске владике су живеле у Скадру у престоници Диоклејске области, потом на Врањини, а затим на Цетињу и имале су у свом надлештву православне хришћане у Албанији све до 1215. године (по муслиманском календару) кад је арнаутска Скендерија била потчињена митрополиту призренском Јоаникију.
Средином 15. века манастир је срушен, а локално предање, поменуто и у Историјама Црне Горе Василија Петровића, Петра I Петровића Његоша као и у прози Стефана Митрова Љубише, сведочи да су монаси, њих седамдесетак (72), у политичкој завери потровани и да је млетачка морнарица топовима и минирањем уништила манастир као колевку православља у Приморју, што је потврђено бројним археолошким истраживањима. Мошти ових 70 михољских мученика су сачуване.
На Михољској превлаци се налази црква Свете Тројице. То је једнобродна грађевина са полукружном апсидом и троделним звоником на преслицу. На западној фасади, изнад порталa налази се розета, а испод ње фрагменти пластике. Саградила је 1833. године Катарина Властелиновић.
Чедомир Марјановић наводи податак да Иван Јастребов и Павле Ровински сматрају да светосавско владичанство (храм Светог Михаила) није било на Михољској превлаци него га треба тражити у околини Подгорице.
Лазар Томановић о уништењу православног манастира пише као о срамотним и грозним средствима римске пропаганде, варварске неправде млетачке владе и мучеништву приморских Срба. Велики и лијепи манастир са три олтара и великим звоником је сметао католицима. Отровали су велике рибе и донијели монасима на дар. Да би се отклонила сумња, дошао је и један властелин которски са противотровом, с намјером да се након вечере врати. Али и он се отровао и умро заједно са 72 српска православна калуђера. Након тога се околни народ и даље ту скупљао на велике празнике, али их непријатељи оклеветаше млетачкој влади да се ту скупљају због организовања рушења млетачке власти. Одмах је послана једна галија која је разорила манастир. Јохан Георг Кол је записао да да су на мјесто православних калуђера доведени католички, у вријеме млетачке власти. Када је у новије вријеме ударио гром у манастир и разорио једну кулу и цркву манастирску, при чему је страдало и неколико католичких монаха, житељи око манастира су у томе видјели божију казну за неправду која им је раније била нанесена. Црква тада још није била подигнута. О тровању 70-ак монаха на ручку је писао и Ровински.

## Галерија
- Црква Свете Тројице
- Рушевине манастира Светог архангела Михаила
- Рушевине манастира Светог архангела Михаила